# Muttu Krishnappa Nayaka
Muttu Krishnappa Nayaka fou naik de Madura fill de Visvappa, i nebot de Krishnappa Nayaka II. Va succeir al seu oncle Kastur Ranga, que havia usurpat el poder però fou enderrocat per les protestes populars al cap d'una setmana de regnat.
Va organitzar el país Marava (Ramnad) sota els setupatis, anteriors vassalls dels pandyes. Sota el darrer gran Pandya, Kula Sekhara, s'havien establert a la costa comerciants farsis encapçalats per shirazi Djamal al-Din. Després es va establir la influència portuguesa sobretot quan els reis dels paraves (Parava) es van fer cristians i el país va esdevenir de fet un territori portuguès. Calia doncs un poder fort hindú a la costa i es va establir el govern de Marava el 1605 sota la dinastia Setupati, representada per Sadaika Teva, amb títol de udaiyan o dalavay, amb un tribut prefixat. El nou cap va fortificar Ramnad i va garantir els viatges dels peregrins, sotmetent als turbulents caps de la zona; fortaleses del govern de Marava es van establir a Kalaiyarkovil, Pattamangalam, i altres llocs per Sadaika Teva o el seu fill, Kuttan Setupati (que el va succeir el 1623).
Robert de Nobili va ocupar el lloc de Fernández en la cristianització. D'origen italià va arribar a Madura el 1606; el seu pla era aplicar els ritus hindús a la religió cristiana, i es va proclamar un braman romà, adoptant els vestits i costums de la gent, i fins i tot la seva parla. La seva influència sobre el polegar d'Hermecatti (Erumaikatti), va prevenir una reacció hostil.
El 1602 i 1604 l'autoritat de Vijayanagar a Madura està encara testimoniada per inscripcions; les monedes a més a més demostren que la lleialtat va durar, almenys nominalment, tot el regnat.
Una carta d'Albert Laerzio, de data 20 de novembre de 1609, esmenta als paraves (Parava) com a tributaris del rei de Madura i a aquest com aliat portuguès. Algunes proves demostren que Madura tenia el control sobre el cap Comorin i la costa del cap, on hauria construït la vila de Krishnapuram entre Madura i Skandamalai, i un temple de Xiva a Kayattur.
Segons una inscripció del seu successor hauria hagut de morir a tot tardar l'abril de 1609; la carta de Laerzio, posterior a aquesta data, no esmenta que hagués mort, però en qualsevol cas la mort cal datar-la a l'entorn de 1609. Va deixar, segons alguns manuscrits, tres fills, Muttu Virappa, Tirumala, i Kumara Muttu, però segons la Crònica de Pandya i les taules de Venkata II només foren dos (Muttu Vira i Tirumala). El va succeir el primer com Muttu Virappa Nayaka I.